# Attagenus bezdeki
Attagenus bezdeki es una especie de coleóptero de la familia Dermestidae.

## Distribución geográfica
Habita en la India.